# Halogeen
| Chemische groepen         |
| ------------------------- |
| Alkalimetalen (1)         |
| Aardalkalimetalen (2)     |
| Scandiumgroep (3)         |
| Titaangroep (4)           |
| Vanadiumgroep (5)         |
| Chroomgroep (6)           |
| Mangaangroep (7)          |
| Platinagroep (8, 9 en 10) |
| Kopergroep (11)           |
| Zinkgroep (12)            |
| Boorgroep (13)            |
| Koolstofgroep (14)        |
| Stikstofgroep (15)        |
| Zuurstofgroep (16)        |
| Halogenen (17)            |
| Edelgassen (18)           |
| Lanthanoïden              |
| Actinoïden                |
| Portaal Scheikunde        |

De halogenen (IUPAC-groepsnummer 17, vroeger bekend als VIIa), letterlijk "zoutvormers", uit het periodiek systeem hebben als kenmerk dat hun buitenste schil zeven elektronen bevat.
De elementen in de halogeengroep zijn: fluor, chloor, broom, jood, astaat en tennessine (tot 2016 was het ununseptium). De voorlaatste (astaat) heeft alleen sterk radioactieve isotopen met halfwaardetijden van enkele uren, waardoor het onmogelijk is er een zichtbare hoeveelheid van te creëren.
Omdat ze slechts één elektron hoeven op te nemen om de edelgasconfiguratie te bereiken, hebben ze oxidatiegetal −1. Halogenen zijn dan ook de sterkste oxidatoren (elektronenacceptoren). Vooral de lichtste in deze groep (fluor) is uiterst reactief.
Omdat waterstof na het opnemen van één elektron een volledig gevulde buitenste schil krijgt, wordt dit element soms ook als halogeen beschouwd. Vanwege de andere niet-halogenide eigenschappen is het officieel geen halogeen.
De naam halogeen komt van het Griekse "hals", dat "zout" betekent. Inderdaad vormen de halogenen gemakkelijk (goed in water oplosbare) zouten met veel metalen. Een bekend voorbeeld hiervan is natriumchloride, oftewel keukenzout. In een reactie van een halogeen met waterstof ontstaat HX, dat een zuur is. Naar beneden gaand in de groep is het gevormde zuur HX sterker.

## Eigenschappen
Naar beneden gaand in de groep neemt de elektronegativiteit en daarmee de sterkte van de oxidator af. De zwaardere elementen kunnen dan ook zelf geoxideerd worden en in hogere oxidatietoestanden voorkomen. Bijvoorbeeld:
Br2 + 5 F2 → 2 BrF5
Broom heeft hier een oxidatiegetal +5. In perhalogenaten zoals kaliumperjodaat KIO4 kan het oxidatiegetal zelfs +7 bedragen.
Behalve bij fluor zijn de oxiden van de halogenen alle zuurvormend. Een perchloraat kan bijvoorbeeld gezien worden als een zout van perchloorzuur KClO4 dat gebaseerd is op het 7+ heptoxide Cl2O7 (Een vloeistof die kookt bij 82 °C en stolt bij −91,5 °C)

## Toepassingen
De vier stabiele halogenen vinden alle belangrijke technische en economische toepassingen; een voorbeeld is de halogeenlamp (zie ook de individuele elementen). De zwaarste halogeen (astaat) komt alleen als radioactief isotoop voor met een halveringstijd van ongeveer acht uur en is daarom niet geschikt voor zulke toepassingen.
Halonen of hcfk's zijn koolwaterstoffen die gehalogeneerd zijn, wat wil zeggen dat er een van de halogenen aan is toegevoegd op de plaats van een waterstofatoom. Halonen zijn bijzonder stabiele stoffen, bestand tegen zeer hoge temperaturen, zodat ze veel gebruikt werden in brandblusapparaten. Chloorfluorkoolstofverbindingen of cfk's zijn koolwaterstoffen waarvan alle waterstofatomen zijn vervangen door chloor en/of fluor. Cfk's werden in de jaren na 1950 ontwikkeld en gebruikt als koelmiddel en als drijfgas voor spuitbussen. Beide typen stoffen werden uitgefaseerd omdat ze de ozonlaag bleken aan te tasten.

## Productie
Difluor is de krachtigste oxidator. De stof kan dan ook niet geproduceerd worden door oxidatie van een fluoride. Fluor wordt industrieel geproduceerd door de elektrolyse van een bij 80 °C smeltend mengsel van HF en KF, waarin HF2−. Men gebruikt een koolstofanode en een ijzeren kathode:
HF2− - 2 e− → F2 + H+ (aan de anode)
2 H+ + 2 e− → H2 (aan de kathode);
De totale reactie is dan:
2 HF + energie → H2 + F2
Dit mengsel van diwaterstof en difluor is bij 80 °C erg explosief.
Chloorgas kan uit een chloride gevormd worden door het te oxideren met difluor of een andere sterke oxidator, zoals bruinsteen of kaliumpermanganaat. Net als fluor wordt het meeste chloorgas geproduceerd door elektrolyse.
De elementen in de halogeengroep zijn in het periodiek systeem hieronder gekleurd.
|              | 1 Ia         |              |                   |                   |                   |                   |                   |                   |                   |                   |                   |                   |         |        |        |        |         | 18 0   |
| 1            | 1 H          | 2 IIa        | Periodiek systeem | Periodiek systeem | Periodiek systeem | Periodiek systeem | Periodiek systeem | Periodiek systeem | Periodiek systeem | Periodiek systeem | Periodiek systeem | Periodiek systeem | 13 IIIa | 14 IVa | 15 Va  | 16 VIa | 17 VIIa | 2 He   |
| 2            | 3 Li         | 4 Be         |                   |                   |                   |                   |                   |                   |                   |                   |                   |                   | 5 B     | 6 C    | 7 N    | 8 O    | 9 F     | 10 Ne  |
| 3            | 11 Na        | 12 Mg        | 3 IIIb            | 4 IVb             | 5 Vb              | 6 VIb             | 7 VIIb            | 8 VIIIb           | 9 VIIIb           | 10 VIIIb          | 11 Ib             | 12 IIb            | 13 Al   | 14 Si  | 15 P   | 16 S   | 17 Cl   | 18 Ar  |
| 4            | 19 K         | 20 Ca        | 21 Sc             | 22 Ti             | 23 V              | 24 Cr             | 25 Mn             | 26 Fe             | 27 Co             | 28 Ni             | 29 Cu             | 30 Zn             | 31 Ga   | 32 Ge  | 33 As  | 34 Se  | 35 Br   | 36 Kr  |
| 5            | 37 Rb        | 38 Sr        | 39 Y              | 40 Zr             | 41 Nb             | 42 Mo             | 43 Tc             | 44 Ru             | 45 Rh             | 46 Pd             | 47 Ag             | 48 Cd             | 49 In   | 50 Sn  | 51 Sb  | 52 Te  | 53 I    | 54 Xe  |
| 6            | 55 Cs        | 56 Ba        | ↓                 | 72 Hf             | 73 Ta             | 74 W              | 75 Re             | 76 Os             | 77 Ir             | 78 Pt             | 79 Au             | 80 Hg             | 81 Tl   | 82 Pb  | 83 Bi  | 84 Po  | 85 At   | 86 Rn  |
| 7            | 87 Fr        | 88 Ra        | ↓↓                | 104 Rf            | 105 Db            | 106 Sg            | 107 Bh            | 108 Hs            | 109 Mt            | 110 Ds            | 111 Rg            | 112 Cn            | 113 Nh  | 114 Fl | 115 Mc | 116 Lv | 117 Ts  | 118 Og |
|              |              |              |                   |                   |                   |                   |                   |                   |                   |                   |                   |                   |         |        |        |        |         |        |
| Lanthanoïden | Lanthanoïden | Lanthanoïden | 57 La             | 58 Ce             | 59 Pr             | 60 Nd             | 61 Pm             | 62 Sm             | 63 Eu             | 64 Gd             | 65 Tb             | 66 Dy             | 67 Ho   | 68 Er  | 69 Tm  | 70 Yb  | 71 Lu   |        |
| Actinoïden   | Actinoïden   | Actinoïden   | 89 Ac             | 90 Th             | 91 Pa             | 92 U              | 93 Np             | 94 Pu             | 95 Am             | 96 Cm             | 97 Bk             | 98 Cf             | 99 Es   | 100 Fm | 101 Md | 102 No | 103 Lr  |        |

## Diatomische halogeenmoleculen
| Naam     | Brutoformule | Structuurformule | Molecuulmodel | Afstand tussen de atomen (pm; gasfase) | Afstand tussen de atomen (pm; vaste fase) |
| -------- | ------------ | ---------------- | ------------- | -------------------------------------- | ----------------------------------------- |
| difluor  | F2           |                  |               | 143                                    | 149                                       |
| dichloor | Cl2          |                  |               | 199                                    | 198                                       |
| dibroom  | Br2          |                  |               | 228                                    | 227                                       |
| di-jood  | I2           |                  |               | 266                                    | 272                                       |